# Moinuddin Hadi Naqshband
Sayyid ul-Sadaat Sayyid Moinuddin Hadi Gilani-Naqshband al-Hasani wal-Husseini (falecido em 5 de maio de 1674), conhecido como "Hazrat Naqshband Saheb", era um Principe Mogol e Santo Sunita de Bukhara e descendente direto do Profeta Maomé, através de seu pai Hazrat Ishao. Seu pai era descendente e herdeiro da 7ª Geração de Khwaja Bahauddin Naqshband. Moinuddin Naqshband sucedeu seu pai na liderança do Ordem Naqshbandi, herdando titulo Hazrat Ishao.

## Ancestral
Hazrat Moinuddin Hadi Naqshband era um Sayyid, um descendente direto do Profeta Islâmico Muhammad através de sua filha Fatima al Zahra e seu genro e primo Ali ibn Abu Talib.

## Educação
Khwaja Moinuddin Hadi Naqshbandi recebeu sua educação inicial de seu pai Hazrat Ishaan e depois estudou Hadith sciences sob a orientação do proeminente estudioso Hanafi Khwaja Abdul Haq Muhaddis Dehlawi. Como um excelente aluno, ele recebeu seu Ijaza em Hadith e Fiqh de Khwaja Dehlawi e promoveu o caminho Naqshbandiyya em Lahore e Caxemira ao lado de seu pai. Ele acompanhou seu pai a Lahore a pedido de Shah Jahan e voltou para a Caxemira após o falecimento de seu pai, representando-o lá. Como o Qutb de seu tempo, os estudiosos islâmicos em Punjab e Caxemira dependiam de sua jurisprudência. Portanto, ele escreveu muitos trabalhos sob os quais um deles era uma codificação de suas Fatwa chamada Futuwae Naqhbandiyya, sob a qual os estudiosos de seu tempo lucraram.

## Funciona
Khwaja Moinuddin Hadi Naqshband escreveu muitos livros:
- Futawa Naqshbandiya
- Kanzul Saadah
- Miratul Qaloob
- Sair-i-Khairul Bashar
- Mirat-u-Tayibah
- Risal dar Ahwal-i- Khwaja khawand Mahmood
- Maqamat, Mashariqul Anwar
- Risala dar-raddi-Mulahidah
- Tafsir-i-Mushif Majeed
- Risala Raddi

## Sucessores
Khwaja Moinuddin Hadi Naqshband foi sucedido por seu neto Principe Nizamuddin Naqshbandi, porque seus três filhos Principe Jani, Principe Zia e Principe Sharifuddin Muhammad morreram antes dele. Como o filho de Principe Sharifuddin Muhammad, Principe Nizamuddin Naqshbandi, ainda era muito jovem, a esposa de Khwaja Moinuddin Naqshband Saheb Gul Begum assumiu a responsabilidade do Naqshbandiyya. A linhagem de Khwaja Moinuddin Naqshband mais tarde morreu após o martírio de seu descendente Khwaja Kamaluddin Naqshbandi, mas foi revivida por seu descendente Principe Sayyid Mir Jan Naqshbandi em meados Século XIX.